# 香港快運航空
香港快運航空（英語：Hong Kong Express Airways Limited）是香港一間低成本航空公司，為國泰航空的全資附屬公司，以香港國際機場作為樞紐，提供往來亞洲地區主要城市的航空客運服務。以機隊數量計，香港快運是目前香港第二大航空公司。2025年位列AirlinesRating網站全球最安全的廉價航空公司第1名。
香港快運航空為香港第六家航空公司，若不計入已結束營運的舊香港航空、甘泉香港航空及國泰港龍航空，香港快運航空則為香港第三家航空公司。

## 歷史

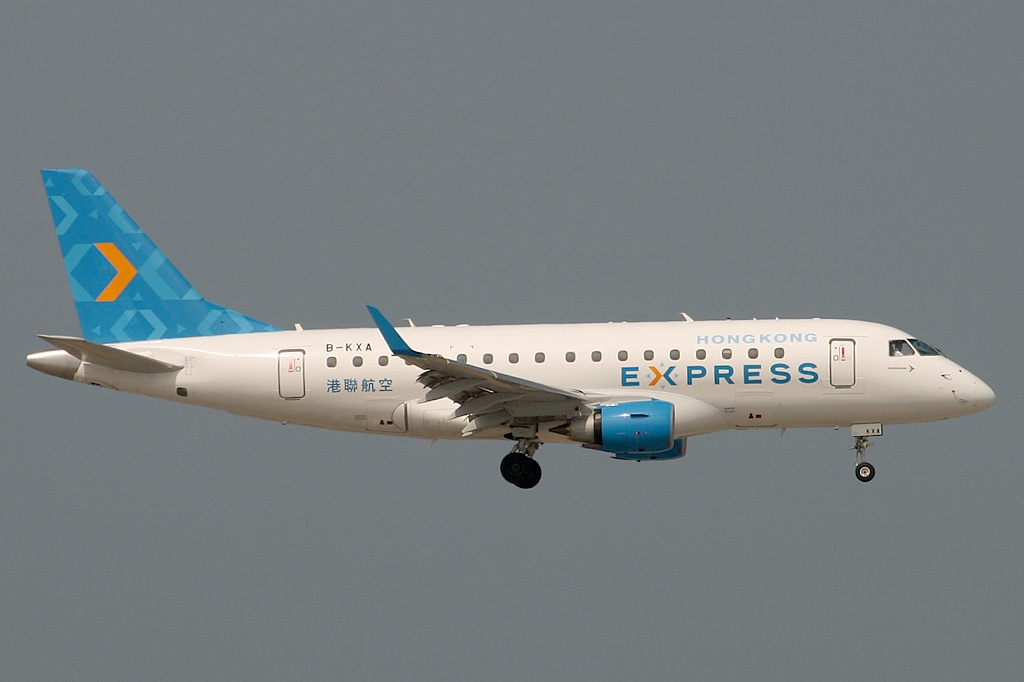
港聯航空舊飛機塗裝的巴航E170

2004年，香港快運航空的前身——港聯航空公司創立，屬何鴻燊家族的信德集團旗下，投資飛機民航業務，以發展香港至中國大陸二級城市的航線為目標。
2005年4月，港聯航空取得空運牌照局的空運牌照，於同年5月取得來往香港至廣州、杭州、重慶、南京和寧波的航線經營權；廣州航線於同年9月首航，而杭州航線則於同年10月首航。港聯航空之後租賃四架由巴西航空工業公司所生產的E170噴射式客機。第一架於2005年7月接收，其餘三架則於2006年4月前接收。後期海航集團與港聯航空達成協議，並購入港聯航空45%股權；何鴻燊家族則持有另外的55%股份。
2006年8月，海南航空入股港聯航空，控股45%。
2007年1月29日，港聯航空正式改名為香港快運航空。（實際上已於2006年11月29日更改）同年4月起，香港快運航空陸續將機隊中的E170噴射式客機退租，並由波音737-800型客機取代。
2008年7月，何鴻燊出售15%予鼎洋投資主席蒙建強，因其與海航集團關係密切，使海航成為實際的大股東。
2013年6月，海航集團旗下的香港快運航空宣布轉型為低成本航空，以迎合香港以及亞太市場對低票價旅行日益增長的需求。7月3日，香港快運曾一度改名為「香港嘉速航空有限公司」，但於同月15日便改回原名。
2016年1月18日，香港快運航空宣布與海航集團旗下3家廉航組成「廉航聯盟」，新成立聯盟名為「優行聯盟」。除香港快運外，首批成員包含西部航空、祥鵬航空與烏魯木齊航空。
2019年3月27日，國泰航空與包括海航集團在內的訂約方訂立收購協議，國泰斥49.3億港元，收購香港快運航空100%股權，其中現金代價22.5億元，26.8億元以發行或更替承兌貸款票據支付，交易後香港快運航空成為國泰航空的全資附屬公司。唯香港快運航空董事長及主要股東鍾國頌表示至今仍無意將公司出售，而有關交易是繞過股東直接將控股公司出售，並正在尋求律師意見。國泰航空通告亦指出，一家代表香港快運的中間控股公司股東的律師事務所致函公司，表示有意爭辯賣方就交易訂立協議。倘若對方開展妨礙交易的訴訟，公司在股份收購協議項下有權終止股份收購。是次收购已于2019年7月19日完成。
2019年7月19日，國泰航空完成收購香港快運航空100%股本權益，成為國泰全資附屬子公司。截至2019年4月底，國泰及國泰港龍於香港航空市場客座量的市場份額分別為31.2%及15.9%，而香港快運則為5.1%。收購香港快運後，國泰航空集團於香港航空市場客座量的市場佔有率將由47.1%上升至52.2%，佔據香港航空市場超過一半的客座量。收購完成後，國泰航空隨即任命原屬國泰航空商務及貨運董事林紹波出任香港快運的行政總裁，同時由國泰航空行政總裁何杲兼任香港快運航空主席。7月22日，香港快運航空宣佈加入國泰航空全資附屬的亞洲萬里通，並於同年年底終止原有的reward-U獎勵計劃。 另外，香港快運航空亦在併入國泰後，由原與香港航空共用的東薈城一座辦公室，遷至國泰港龍航空的總部大樓國泰港龍大廈（現更名為國泰坊）。
2020年2月起，香港快運稱因應2019冠狀病毒病疫情持續，已先後取消來往峴港、暹粒、塞班、芽莊、曼谷等航班，及宣布由2月11日起取消台中航線。及後於3月20日宣布，於3月23日起停飛所有航線至4月30日，部分航線則暫定停飛至6月28日；同時採取多項措施企業財政所造成的影響，包括控制成本、凍結職位招聘、協調供應商，以及推行「特別無薪假計劃」。
2020年10月21日，受2019冠狀病毒病疫情影響，母公司國泰航空宣佈通過重組計劃並大幅度裁員。同日宣佈國泰港龍航空停止營運，即時生效。國泰航空計畫在完成與各國民航監管部門的交接程序後，大部分航線交由香港快運營運。儘管運輸及房屋局其後表示，國泰港龍航空全面停飛後，必需將航權交還特區政府，不能自行轉讓予其他公司，國泰港龍航空的航權將會被交還予政府再重新分配，其母公司國泰航空卻可自行分配其航班配額予旗下的香港快運，而國泰與香港快運也獲准飛航大部分港龍航點，不少也是快運自有的航線；因此，即使港龍航班配額沒有被轉讓，香港快運也連同母公司國泰航空悉數復飛各個前港龍航點，香港快運負責的前港龍航線包括沖繩、峴港、布吉、濟州、釜山等。

## 企業形象

2007至2014年採用的標誌，以中國古代傳說中的神獸“貔貅”作為公司商標，象徵安全、可靠及高效率

2014至2023年採用的標誌

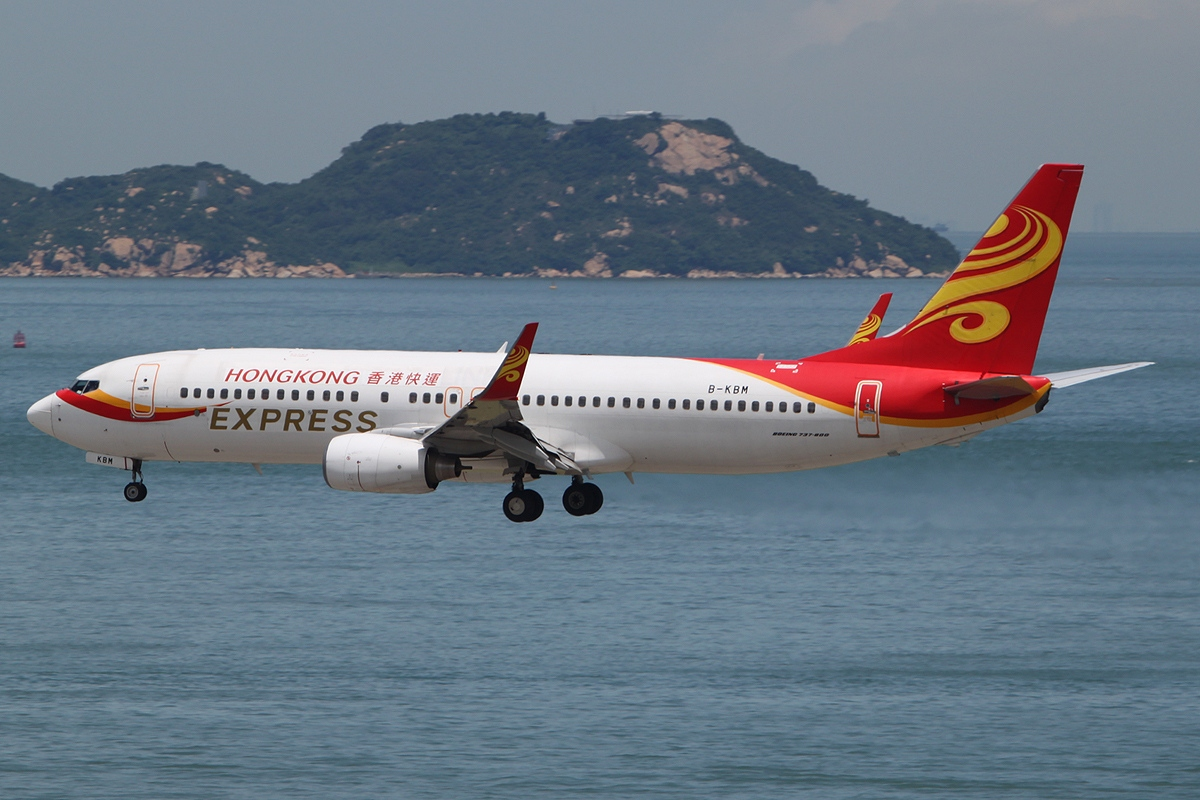
Boeing_737-84P,_Hong_Kong_Express_JP6917811

### 飛機塗裝及企業標誌
2014年1月，隨香港快運航空轉型為廉航後正式發布全新企業形象。全新的機身塗裝及企業標誌均融入了香港維多利亞港和城市輪廓的元素，大量使用紫色和紅色，取代了原本的紅色和金色，並於3月底起，陸續將新的塗裝與標誌推廣至整個香港快運的品牌中。此外，於廣告及宣傳上亦使用「HK Express」，以強調全新的品牌形象。目前其在香港公司註冊處記錄中的原中、英文名稱仍予以保留。
2023年1月，於被國泰航空收購完成一年多後正式推出全新標誌和飛機塗裝，新標誌的「hk」兩字母沿用前一代標誌的字體，但原有上方伸長部份被刪去。除此以外，標誌其餘元素均被更換，包括起用新字體的「express」以及由字母「e」放大後形成的新標誌。新企業形象同時取消了原有的紅色並改以天藍色代替，也於更多場合上使用帶有「香港快運」字樣且中英並列的標誌以強化其中文名稱形象。

### 制服
香港快運原與香港航空為姊妹航空公司並採用相同的制服設計，兩者制服的分別僅限於圍巾的圖案中的紫荊花改為快運標誌內貔貅的元素，直到轉型為廉航、推出新標誌後的2015年方推出全新的機艙服務員制服。新設計沿用企業主導的紫色，並在此基礎下新增繪圖特有的銀色，帶出雙重色調和呼應品牌連貫性。制服均以高質量的布料縫製，女裝制服以紫色外套與暗淡的銀色淡光與品牌的主色互相配搭，雙色調的銀色裙子以紫色線條在領口和腰間作點綴。而男裝則以深灰色外套，西裝袋和口袋邊、配以白色短袖襯衫的領口及前胸，皆加上著紫色線條元素，與女裝制服達致首尾呼應之效。新制服旨在帶出其品牌特色：富個性、專業而充滿趣味。唯在新設計下，空服員和艙務長將會採用相同設計的制服，職級識別只可以名牌顯示，與過往採用不同圍巾顏色識別職級的做法有所不同。此做法能有效控制制服的製作成本，符合低成本航空高效率的營運原則。
2023年1月，隨著被國泰航空收購完成一年多後推出的全新企業形象，其制服也於同一時期更換，包括首度引為女性機艙服務員提供褲款的選擇，以及以運動鞋取代傳統的皮鞋，增強員工表達自我個性的機會及為員工在前線工作時提供更高的便利性。
女裝新制服的剪裁由與前同系香港航空一脈相承的圓領設計，更換成與新母公司國泰航空相同的開胸鈕扣設計。此外，女性服務員制服改用鮮紫色為主調，全面取代了原有的深紫色，進一步與香港航空制服作出區分；男性服務員則以灰色為主調，與女性服務員制服的紫色相互呼應，兩者均全面棄用前一代制服中使用的銀色元素。新設計同時引入了以高級乘務員制服，以海軍藍作為主調，令乘客除了名牌以外也可通過制服顏色識別乘務員的相應職級。
新制服於製造過程中也加入了舊制服的回收物料，剩餘的布碎則被製成小熊公仔，呼應其可持續發展的倡議。

## 機隊

### 現役機隊

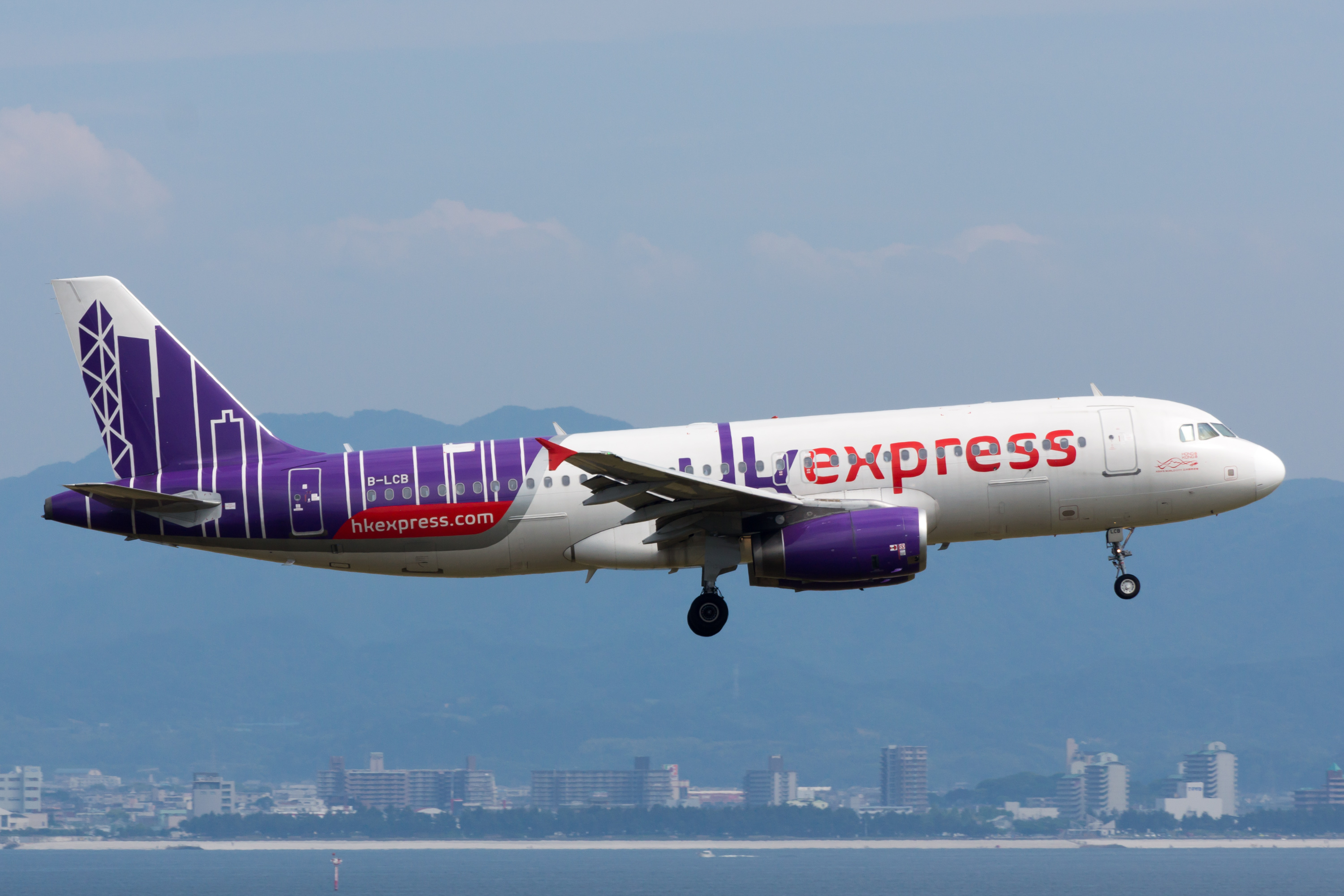
空中巴士A320-200
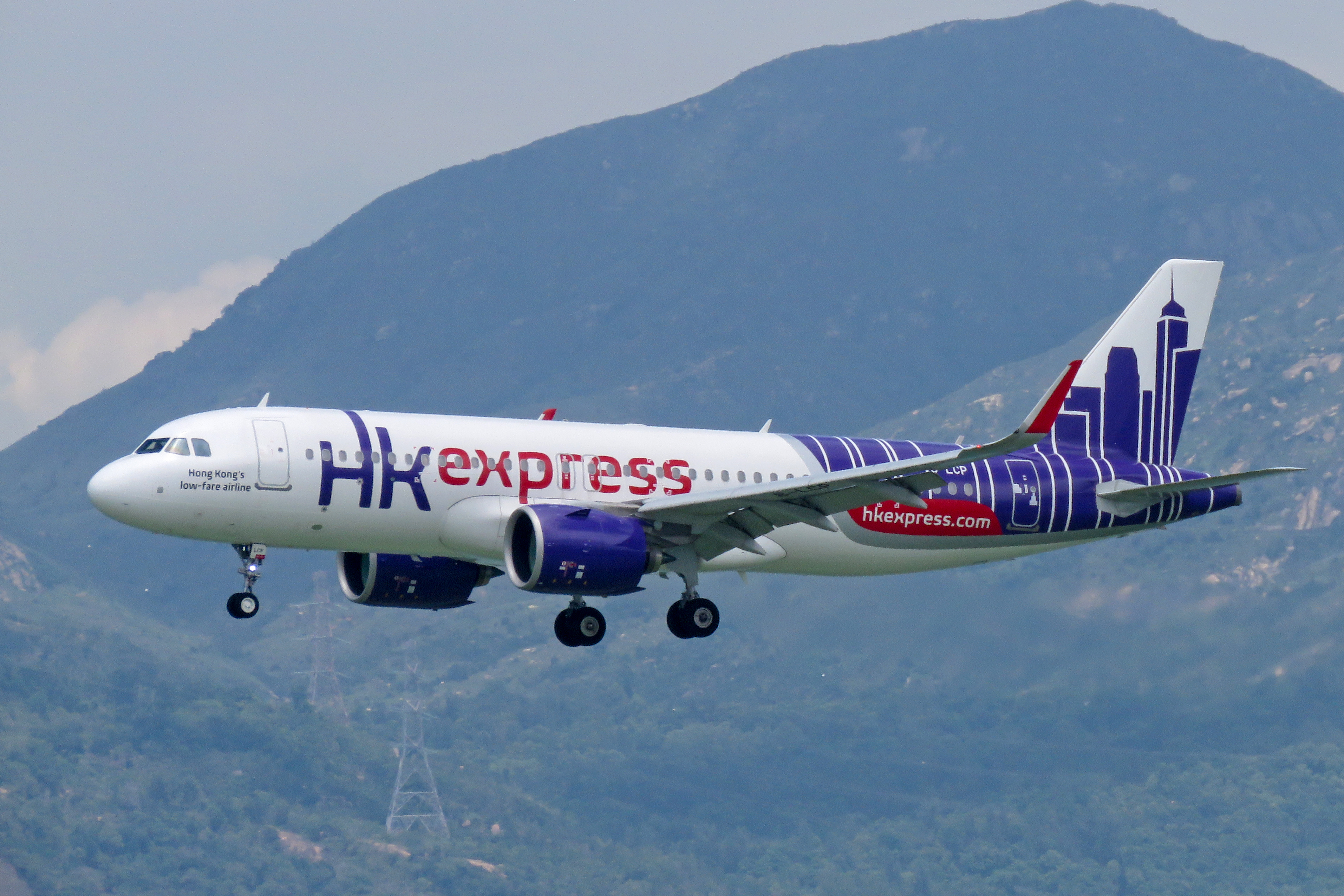
空中巴士A320neo
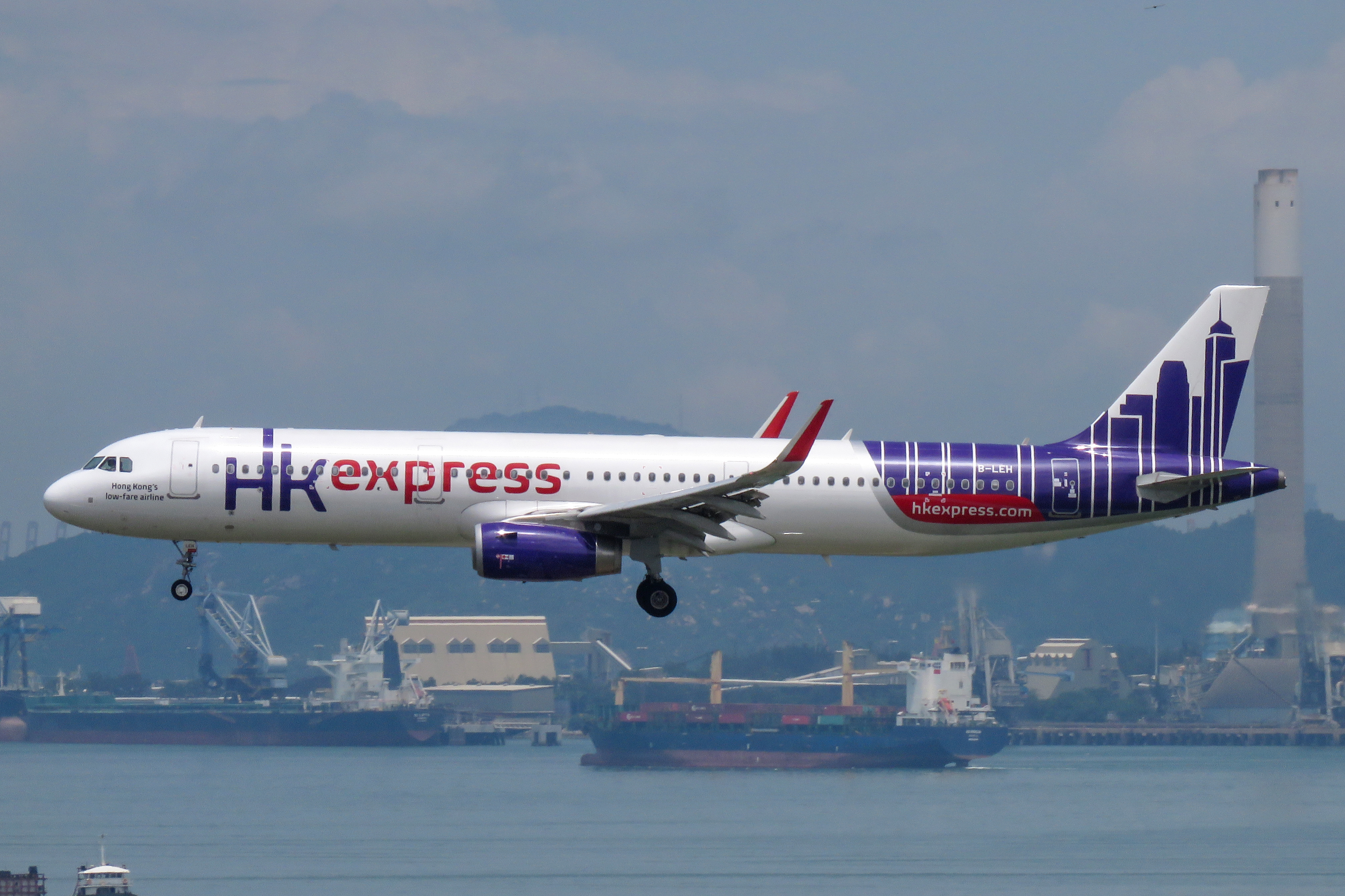
空中巴士A321-200
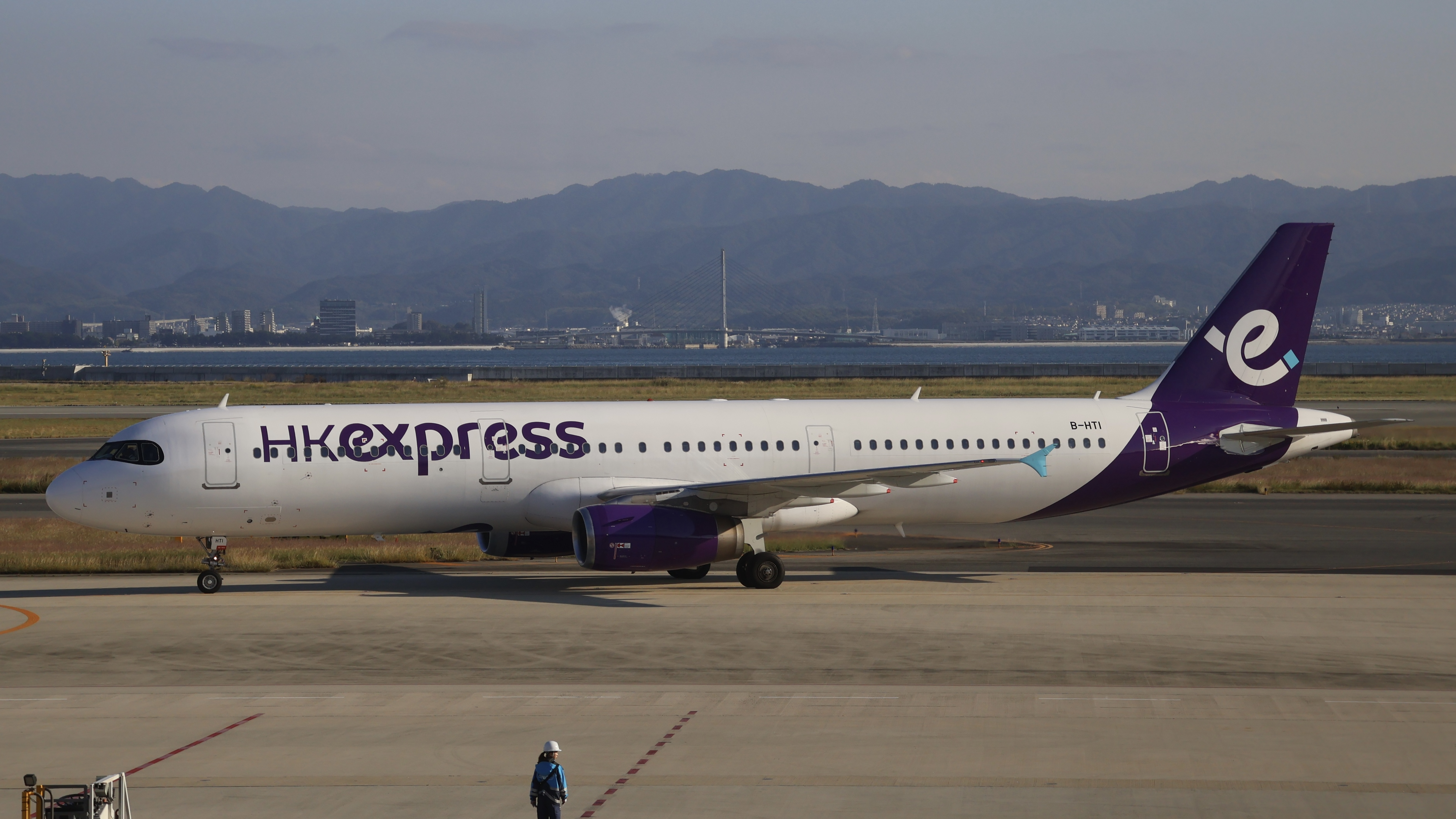
空中巴士A321-200，編號B-HTI，初始服務於港龍航空，後轉交香港快運航空。
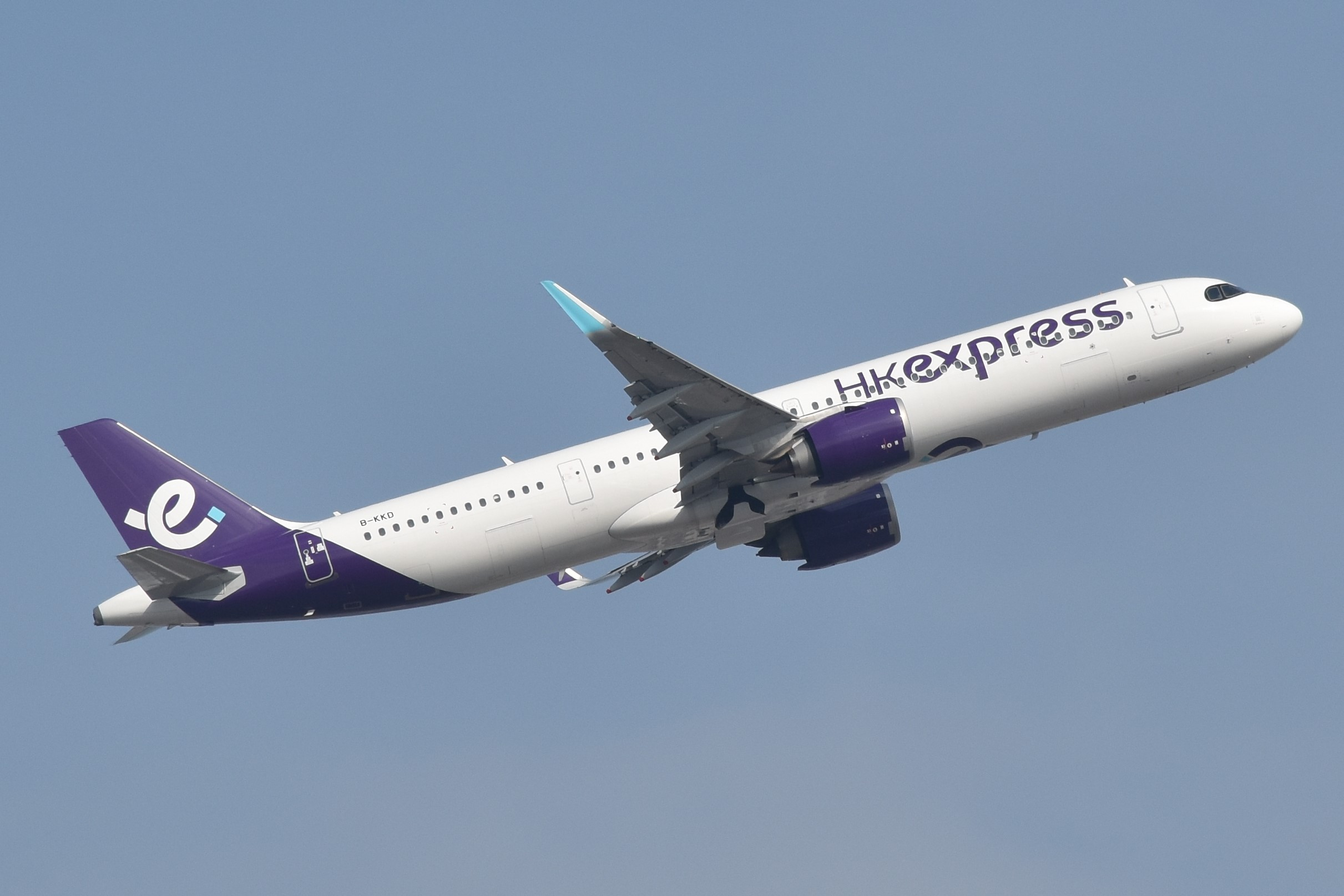
空中巴士A321neo
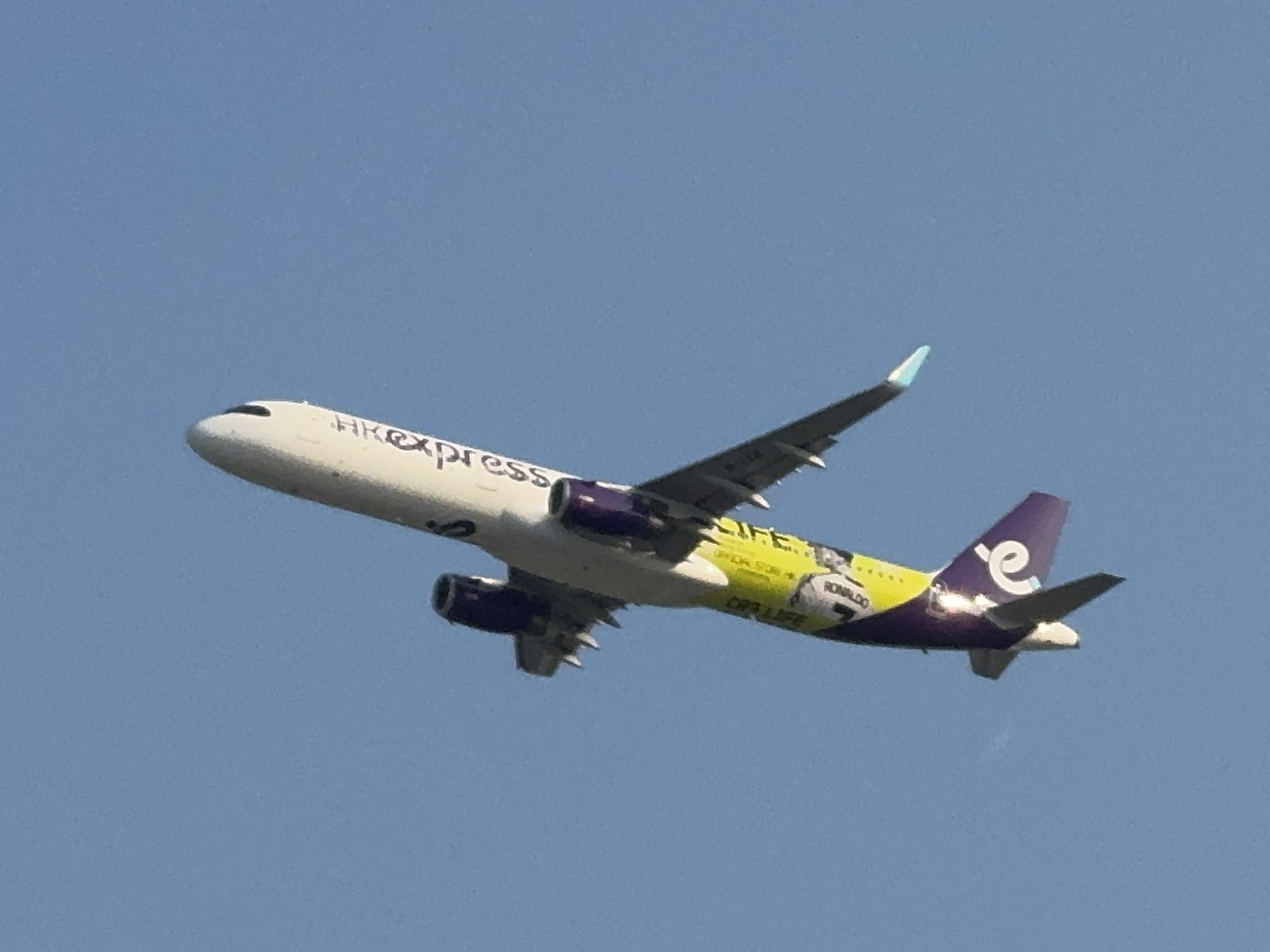
香港快運航空C朗彩繪機

截至2025年3月，香港快運航空機隊平均機齡為7.3年，為香港本地航空公司最年輕的機隊。而旗下大部份飛機均為租貸的飛機（除了由國泰港龍航空轉讓的部份空中巴士A321neo、空中巴士A320及A321外），詳情如下：
| 機型               | 數量 | 訂購中 | 載客量 | 命名                                                                          | 備註 |
| ------------------ | ---- | ------ | ------ | ----------------------------------------------------------------------------- | --- |
| 空中巴士A320-232   | 6    | -      | 180    | B-HSL B-HSM B-HSN B-LCH：奶茶 Lai Cha B-LCI B-LCJ                             | - B-LCH及B-LCI原為欣豐虎航客機 - B-HSL、B-HSM和B-HSN原為國泰港龍航空客機，轉讓時已換上新標誌 - B-LCI、B-LCJ已換上新標誌                           |
| 空中巴士A320-251N  | -    | 8      | TBA    |                                                                               | |
| 空中巴士A320-271N  | 10   | -      | 188    | B-LCL B-LCM B-LCN B-LCO B-LCP B-LCQ B-LCR B-LCS B-LCU B-LCV                   | - B-LCL、B-LCP已換上新標誌 |
| 空中巴士A321-231   | 13   | -      | 230    | B-HTH B-HTI B-LEB B-LEC B-LED B-LEE B-LEF B-LEG B-LEH B-LEI B-LEJ B-LEK B-LEL | - B-LEE、B-LEF、B-LEH、B-LEJ、B-LEK及B-LEL已換上新標誌 - B-HTH及B-HTI原為國泰港龍航空客機，轉讓時已換上新標誌 - B-LEE為CR7 Life香港博物館特別塗裝 |
| 空中巴士A321-251NX | 12   | 14     | 236    | B-KKA B-KKB B-KKC B-KKD B-KKE B-KKF B-KKG B-KKH B-KKI B-KKJ B-KKL B-KKM       | - 所有新機交付時已換上新標誌 - 由國泰港龍航空轉讓 - B-KKE為首架與安盛合作的特別塗裝                                                               |
| 總數               | 41   | 22     |        |                                                                               | |

### 已退役機隊
- 4架Embraer 170LR（服役期：2005─2007年）
- 10架波音737-800（服役期：2007─2013年）

## 航點
自香港快運航空轉型自廉航後，其航線網絡不斷擴張。部份航點航權由母公司國泰航空和已結束營運的國泰港龍航空轉讓，當中包括中國大陸、日本、韓國、泰國、台灣、菲律賓和越南：

### 客運航點
| 國家或地區 | 目的地 |
| ---------- | --- |
| 中国大陆   | 北京-大興、寧波、義烏、常州、貴陽、三亞                                                                     |
| 臺灣       | 台北-桃園、台中、高雄、花蓮                                                                                 |
| 日本       | 東京-成田、東京-羽田、大阪-關西、名古屋、福岡、高松、廣島、仙台、靜岡、沖繩、小松 季節性：石垣、宮古-下地島 |
|            | 首爾-仁川、釜山、濟州、大邱、清州                                                                           |
| 马来西亚   | 檳城、吉隆坡-梳邦、亞庇（2025年11月27日復辦）                                                               |
| 泰國       | 曼谷-蘇凡納布、布吉、清邁                                                                                   |
| 越南       | 河內、峴港、芽莊、富國島                                                                                    |
| 菲律賓     | 馬尼拉、克拉克                                                                                              |

## 服務

### 訂票服務
香港快運航空設有24小時訂位服務熱線，為旅客全天候處理票務及更改航班等事宜，同時旅客亦可通過流動版網站，利用手提裝置預訂機票及瀏覽網站資訊。
香港快運航空於2015年中增設網上修改訂單服務，旅客可毋須經訂位服務熱線而自行修改。

### 登機服務

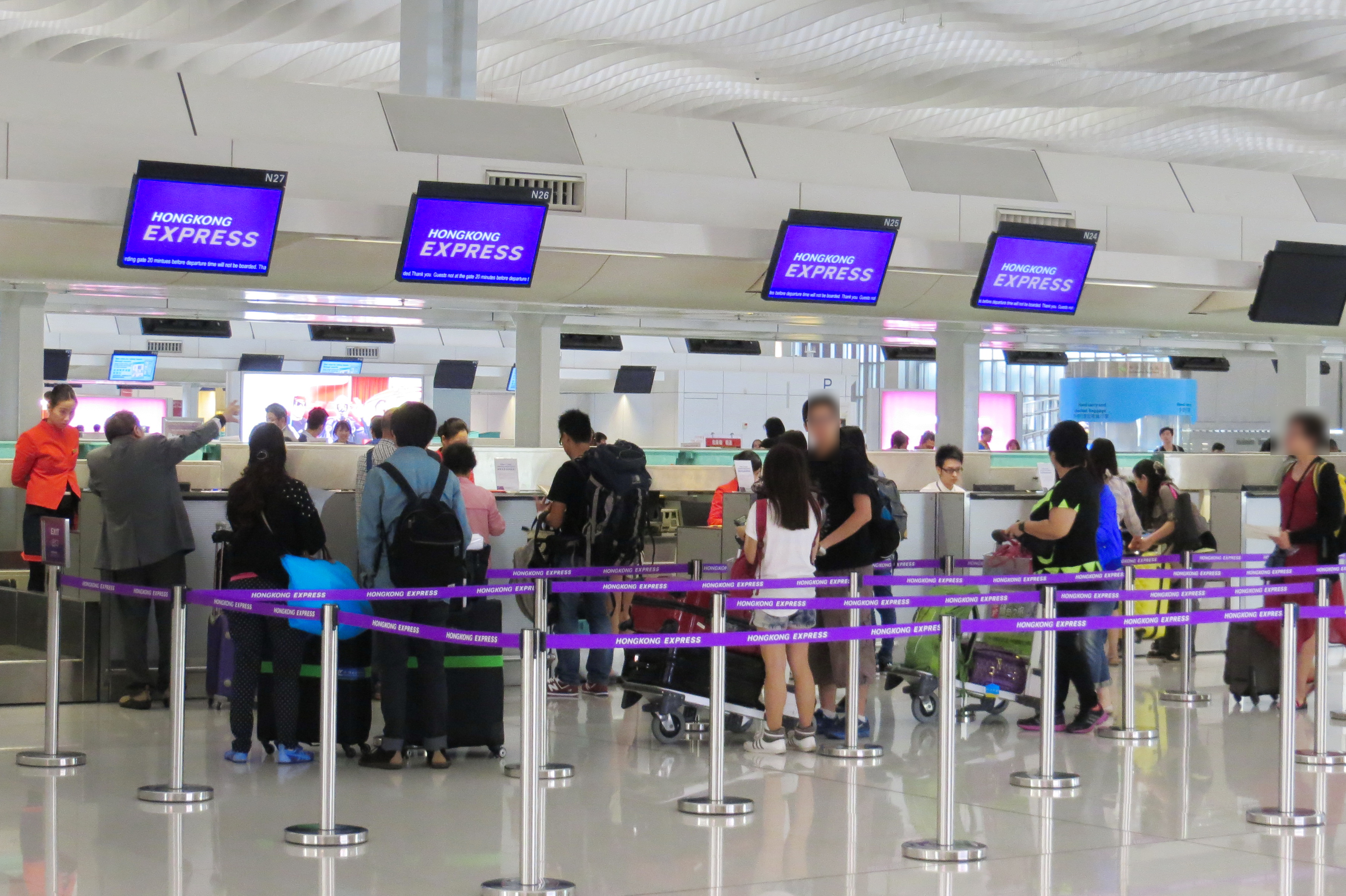
香港快運航空於香港國際機場原有二號客運大樓N段的服務櫃位

香港快運航空的總樞紐及基地是香港國際機場，香港快運航空登機櫃檯及服務櫃位設於一號客運大樓H段（2019年11月29日前登機櫃檯及服務櫃位位於二號客運大樓P段），為旅客辦理登機手續及托運行李，旅客可乘搭旅客捷運系統，回到中場客運廊登機。此外，旅客如有需要，可於辦理登記手續時向櫃檯職員購買舒適空間座椅。這些座椅均位於客艙前端及緊急出口附近，提供更大椅距及空間，惟緊急岀口附近的座位不可拉後，並要求乘客完全同意航空公司所制定的乘坐緊急出口座位時的一切規則。
同時，香港快運航空亦於機場快綫香港站及九龍站設有登機櫃檯，為旅客提供市區預辦登機服務。

### 票價與附加服務[25]
由 2024年5月8日 起，香港快運航空官方網站實施了新的票價種類，一共分為四種，分別稱為《輕便飛》、《經濟飛》、《隨心飛》及《無憂飛》。
以最入門的《輕便飛》為例，乘客最多只能帶 1 件重 7 公斤的隨身物品上機並只能安放在座位前方的底部，不能帶備小型行李箱及不能放置於座位頭頂的行李架內。如需託運行李，購買《輕便飛》的乘客需要額外付費加購寄艙行李限額。
而購買《經濟飛》的乘客，最多可以攜帶 1 件隨身物品及 1 件手提行李上機，兩者合共總重量不得超過 7 公斤；當中隨身物品只可以放在座位前方的底部，而手提行李則可以放置於座位頭頂的行李架內。如需託運行李，購買《經濟飛》的乘客需要額外付費加購寄艙行李限額。
至於持有《隨心飛》機票的旅客可以帶備 1 件 7 公斤的隨身物品上機及 1 件 20 公斤的行李進行寄艙。當中隨身物品只可以放在座位前方的底部，不能放置於座位頭頂的行李架內；而 20 公斤內的行李則可以進行託運。如果託運行李超過 20 公斤，則作超重行李處理。
而購買《無憂飛》機票的旅客則最多可以攜帶 1 件隨身物品及 1 件手提行李上機，及 1 件最多 32 公斤的寄艙行李。當中隨身物品及手提行李合共總重量不得超過 7 公斤，隨身物品只可以放在座位前方的底部，而手提行李則可以放置於座位頭頂的行李架內。
在現行規定下，於購買機票時一同購買為最廉宜方法。官方網站上列明的增值服務費用為單程費用，故此需要購買多程增值服務的旅客需繳付各程增值服務費用的總和。旅客亦可因應自己需要於每一程購買不同組合的增值服務。一經購入的增值服務不可退款及不可更改。關於託運行李，當其超過所購買的重量限制時將作超重行李處理。託運行李的重量不論於任何情況，均不可超過32公斤。
持有《輕便飛》或《經濟飛》機票旅客在未有購買託運行李但於進行登機手續時被要求把行李託運的情況下，需決定即場付款購買託運行李或另行以其他方式(包括另行郵寄、放棄等)處理。所收取的託運行李費用比較事前付款購買時的收費為高。
而經過其他方式購入香港快運航空機票時，託運行李重量限制等規則可能會有所不同，旅客應於購買機票前及乘搭航班前再三確認將會購買或手持的機票的各種規則。

### 行李費用[25]
託運行李費用由2016年11月3日開始作出更改。
2016年4月14日，HK Express 宣佈調整託運行李費用。 
2024年5月8日，HK Express 再次調整了託運行李費用。以往 HK Express 的行李為按重量收費，不限件數。由 2024年5月8日起，HK Express 的託運行李改為按件數及重量計算。每個託運行李重量最多只限於 1 件行李，多於 1 件行李則另外收費。
| 區域 | 城市 | 價格                         | 備註 |
| ---- | --- | ---------------------------- | ---- |
| 全域 | 臺中、寧波、東京（羽田）、東京（成田）、大阪（關西）、福岡、名古屋、沖繩、廣島、石垣島、高松、鹿兒島、首爾（仁川）、釜山、濟州、布吉、清邁、清萊、暹粒、峴港、芽莊、塞班島 | 20kg / HKD310、30kg / HKD430 |      |

| 加購行李時間     | 20 公斤託運行李費用 | 32 公斤託運行李費用 | 備註 |
| ---------------- | ------------------- | ------------------- | ---- |
| 初次預訂         | HK$310／件          | HK$430／件          |      |
| 初次預訂後       | HK$380／件          | HK$510／件          |      |
| 網上預辦登機     | HK$460／件          | HK$600／件          |      |
| 客戶服務熱線預訂 | HK$490／件          | HK$670／件          |      |
| 於機場櫃位加購   | HK$600／件          | HK$740／件          |      |

任何重量超過 32 kg 的行李將會不被接納託運。若總尺寸超過 158 cm（長+寬+高）的行李，例如：潛水器材、衝浪板、滑雪撬或滑雪板、高爾夫球器材、釣魚竿等，一律列作特殊行李或運動器材計算，每件最多 20 公斤，收費用 HK$320 至 HK$680，視乎加購行李的時間。

### 旅客獎勵計劃
2016年4月14日，香港快運航空宣布推出名為「HK Express reward-U」的獎勵計劃。
此計劃容許以個人或由合共最多5名個人組成的小組（稱為「reward-U 小隊」）因應於香港快運航空購買機票（不包括於購入機票時所徵收的稅項及其他費用）及由航空公司所指定的增值服務所消費的金額累積積分，換購機票與及各種增值服務。
另外，計劃亦容許於會員繳付指定金額後，把積分轉往其他會員積分戶口。
2019年7月22日，由於香港快運航空已成為國泰航空的子公司，並相應改用國泰轄下的亞洲萬里通獎勵計劃，將於同年12月31日正式停止營運 reward-U，香港快運航空及其他非航空合作伙伴將會在2019年8月20日後停止發出reward-U 積分。持有reward U積分會員可於指定時間內享有以下服務:
- 2019年12月31日或之前，reward-U會員可以積分兌換香港快運航空航班
- 2019年第四季起至2019年12月31日，餘下的reward-U 積分以8 reward-U 積分 = 1 「亞洲萬里通」里數之兌換率轉換[30]。

### 餐膳服務
《Utaste》為香港快運航空的餐飲目錄，提供收費冷熱主食、飲品和酒精飲料。
同時明文規定禁止乘客自攜外來食品及飲品上機。

### 機上娛樂
《UO雜誌》為香港快運航空製作的專屬雜誌，由文墨出版有限公司出版，於2013年12月創刊。
2015年11月起，香港快運航空機上雜誌改為由Hopewill Marketing & Service Ltd.編輯製作，並把名稱改為《Uexplore》。
《UO雜誌》《Uexplore》的最新一期及其舊刊可於香港快運航空官方網站上以電子書形式免費收看。
因應2019冠狀病毒病疫情，現已暫停提供，截至2024年11月27日仍沒有會恢復的消息。
所有機型均不設機上娛樂系統 (電視)，亦不設機上網絡，乘客只能通過下載劇/影片或透過紙本方式解悶。

### 空中購物
香港快運航空班機上設有商品銷售服務，機上購物雜誌稱為《U'order》，其後則跟隨其機上雜誌名稱而更名為《Ushop》。
另外《Usave》為香港快運航空的旅遊套票目錄，為乘客提供更優惠的旅遊交通票及景點門券。

## 風評

### Skytrax評估
| 年度 | 獎項             | 排名   |
| ---- | ---------------- | ------ |
| 2011 | 全球最佳航空公司 | 第81名 |
| 2012 | 全球最佳航空公司 | 第77名 |

## 事故
2022年6月27日，香港快運航空一架A320-271N型飛機在執行UO111台北至香港航班時機艙冒煙，當時機上有47名乘客以及7名機組人員，無人受傷。
2023年1月3日，香港快運航空航班UO600原訂由香港飛往日本福岡，但因機艙氣壓異常，需要折返香港國際機場，無人受傷。
2023年1月16日，香港快運航空航班UO780原訂由香港飛往新加坡，但因引擎故障，急降在越南芽莊金蘭國際機場，無人受傷。

## 爭議事件

### 管理層捲入官司
2018年8月31日，廉政公署經過兩年多的調查和搜證，在獲得律政司的意見後，決定檢控時任香港快運前身、港聯航空有限公司董事兼股東的陳婉玉，為何鴻燊三太陳婉珍胞妹，涉嫌公職人員提供利益罪。控罪包括時任香港機場管理局企業執行總監的馮永業涉嫌在2004年9月28日收受陳51萬元款項，作為傾向於優待陳婉玉或與她關連的公司的報酬。控方特別提到，馮在處理香港快運前身、港聯直升機（後稱港聯航空）申請分配往杭州、南京、寧波、重慶航權時，當時的中富航空亦同時就分配內地多個城市的航權作申請，其中部分與港聯的申請重疊，結果港聯全獲所申請的航權。中富曾因此投訴程序不公，表示政府違反行政法律責任，欲提司法覆核，事件更驚動當時的香港經濟發展及勞工局局長葉樹堃，葉並出面與中富航空洽談，馮後來因而向中國民航局提出給額外航權予中富航空。最後法官游德康裁定陳婉玉涉接受利益及提供利益罪罪名不成立，但馮永業涉及公職人員行為失當罪成。

### 突然取消航班
2017年9月29日，香港快運航空突然在無預警下取消10月1日至8日共18班往返日本大阪、名古屋及南韓首爾的定期航班。由於正值中華人民共和國國慶及中秋節假期，約2,070名乘客受事件影響。香港快運表示深感致歉，並作出補救措施，包括：乘搭其他航空公司航班、更改旅行日期、更改旅遊目的地，以及全數退款。民航處高級官員表示情況極不理想，責令香港快運限於一周內提交事件詳細報告，包括交待事件成因、處理手法和提供長遠方案。
此事件主要原因是香港民航條例所要求的安全考核主任，於6月中不滿工作繁重及待遇而辭職；而8月初新聘請6位安全考核主任未完成考核，導致出現空窗期。以致三成半的機師及空中乘務員無法通過年度檢查，及沒有足夠的後備機師和組員頂替。
其後於9月30日，香港快運表示受影響的航班已經由18班減至14班，同時聯同康泰旅行社與新華旅遊安排乘客轉乘替代航班。受影響乘客將於24小時內，收到旅行社的通知提供替代航班資料繼續前往目的地；若接受有關安排，可按替代航班資料出發，毋需再向香港快運確認機位。
在受影響航班的首個出發日即10月1日晚上，香港快運商務總監Jonathan Hutt及行政總裁安浩恩（Andrew Cowen）分別就事件公開道歉，承認服務水平未如理想，並表示所有受影響的2070名乘客已全數獲得安排及協助，包括按原定日期搭乘香港快運或其他航空公司航班出發，或接受退款安排。
其後在10月3日傍晚，香港快運發表聲明，除再次為受影響的乘客帶來不便致歉外並宣布已經撤換行政總裁安浩恩（Andrew Cowen），及委任香港貨運航空董事長兼首席執行官鍾國頌出任香港快運執行董事長兼署理行政總裁；據報，除了安浩恩，香港快運兩名公司高層，包括人才培養及創新總經理Christopher Thomas也就事件辭職，並由香港航空人力資源及行政部總監邱志威（Stanley Yau）頂替，唯香港快運未有證實除行政總裁以外的人事調動安排。
事件發生後的一個月即11月9日，民航處表示接納香港快運航空就事件而提交的相關報告。快運提交的報告揭示了內部管理和企業管治方面的各種問題，包括人力資源策劃及管理不善、內部溝通不足、低估事件所造成的影響及對公眾關注的敏感度不足。快運為此提出將未來半年定為業務鞏固期，其間不會加開新服務，全力執行一系列改善措施，提升服務質素：包括改革領導層管理、優化人力資源管理、以及改善對外溝通和危機處理等三大措施。

### 宣傳手法被批評
2018年7月，香港快運航空被揭發為了宣傳旗下活動，在全港多區街名路牌下方加設宣傳牌，上印有QR code供市民瀏覽其資訊並參與活動儲積分，從而獲取機票等禮品，宣傳牌上還印有疑似日本地方名，但無標示公司名稱。路政署指從來不會接受機構於路牌張貼廣告，區議員指該等物品或會誤導公眾及造成混亂。香港快運航空就相關活動安排造成公眾不便深表歉意，並已18日起暫停有關活動，移除路牌及以其他方式繼續活動。

### 涉嫌隱瞞多宗安全事故
快運高層曾向民航處兩度隱瞞飛機緊急救生滑梯無故彈出的事故，其後更曾在法國授權他人偽造機師執照，並威脅機組人員切勿聲張，否則會被解僱。快運回覆時未有正面回覆事件真確，僅稱會嚴格遵守民航處所訂立的通報機制，香港快運曾分別在2017年及2019年，發生兩宗飛機緊急救生滑梯彈出的事故，惟未有向民航處報告事故。

### 涉嫌歧視殘疾人士
2016年，聾人機構「龍耳」接獲兩名聽障人士的投訴。投訴指快運強迫她們乘坐輪椅，但她們表示自己並非肢體傷殘，如職員擔心她們迷路可帶路，而非坐輪椅，投訴人已多次拒絕。最後，快運仍堅持要求她們坐輪椅，兩名投訴人感到侮辱和歧視，隨後向「龍耳」和平等機會委員會提出投訴。快運回應是「溝通誤會」，但投訴人明確表示不接受這一解釋，認為快運工作人員強行要求她們坐輪椅構成歧視和標籤。
2024年，兩名視障人士於5月底搭乘快運航班前往東京。然而，在登機後，機組人員以未達安全標準為由要求他們落機。兩人隨後向失明人協進會求助，由民航處協調後，再安排他們搭乘另一班機。兩人表示，當時快運職員未有解釋何謂安全標準，儘管他們多次接觸，但仍無法令人信服。失明人協進會亦質疑快運的說法存在前後矛盾，包括航班爆滿、機組人員未能達成接載共識等。他們強調，兩人有能力單獨乘搭飛機，快運拒載是無理的，要求母公司國泰獨立調查此事，公開道歉並完善相關政策。快運則表示，地勤及機組人員依照標準安全程序評估這兩名乘客的情況。由於評估需時，兩名乘客未能登上原定航班。經管理人員進一步評估後，確認兩人可以自行安全乘搭飛機，因此隨即安排他們搭乘同日的航班前往目的地。

### 不當處理乘客自攜食物
2024年，社交媒體上流傳一張限時動態截圖，指有香港快運乘客帶葡撻上機時，被地勤沒收及擅自食用。香港快運及後表示，涉事員工已被相關機場地勤服務商即時解僱。消息人士將葡撻事件還原，原來涉事外判地勤人員當日並沒有沒收乘客葡撻，但仍錯誤告知乘客不允許攜帶外食，以致乘客將葡撻放在登機閘口服務台，而及後該員工私下食用。根據香港快運規定，旅客可攜帶食物及飲料登機，只是不得在機艙內進食外帶食物及飲料，而相關地勤人員告知乘客不允攜帶外食是有誤，擅自食用亦違反「處理乘客遺留食物」正確程序。

### 強迫已購座乘客讓座予家庭客
2024年7月，有網民指有家長帶已為中學生的子女前往名古屋旅行時，疑沒有加錢揀位並「霸王硬上弓」要求已付費揀位的乘客讓座，客服進入機艙後並無要求霸座旅客返回座位，反而要求該網民向航司申請退款，令事主大為不滿。

## 外部連結
- 香港快運航空網站 （页面存档备份，存于）
- 香港快運航空的Facebook專頁
- 香港快運航空的Instagram帳戶
- 香港快運航空日本的X（前Twitter）
- YouTube上的香港快運航空頻道
- 香港快運航空的新浪微博
- 香港快運航空的LinkedIn帳戶（页面存档备份，存于）